# Louis Hennepin

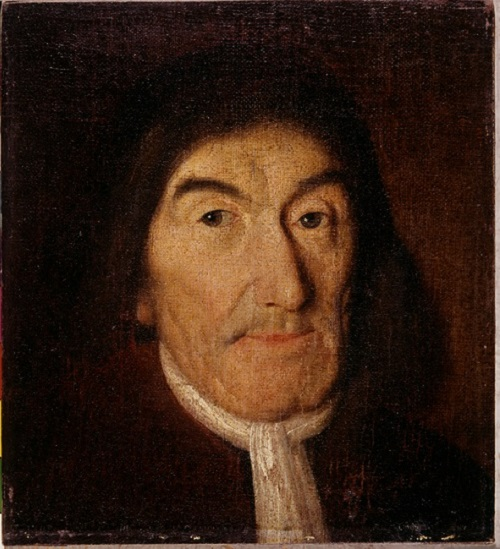
Louis Hennepin

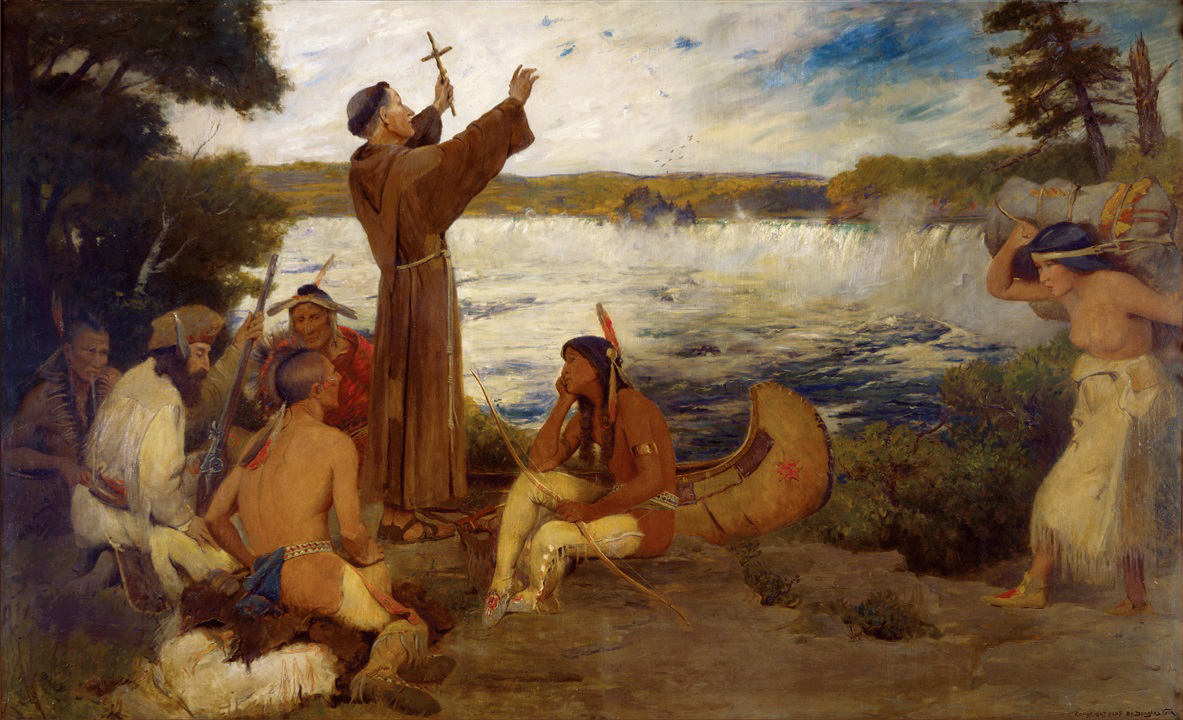
Hennepin ontdekt de Saint Anthony-watervallen, schilderij van Douglas Volk, ca. 1905

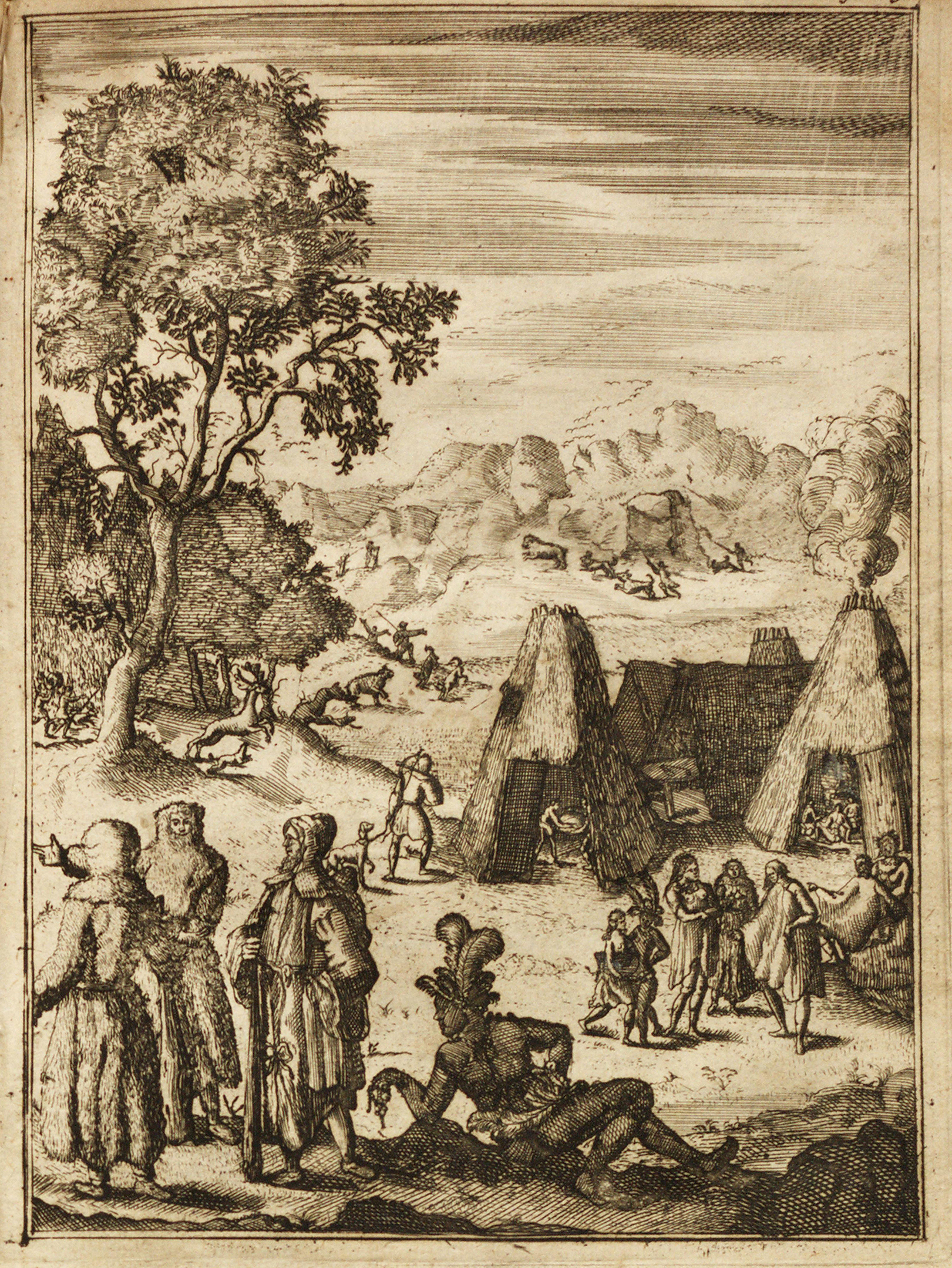
Indiaanse kledij in de Nederlandse editie van Hennepin, Beschryving van Louisiana, nieuwelijks ontdekt ten Zuid-Westen van Nieuw-Vrankryk, Amsterdam, 1688

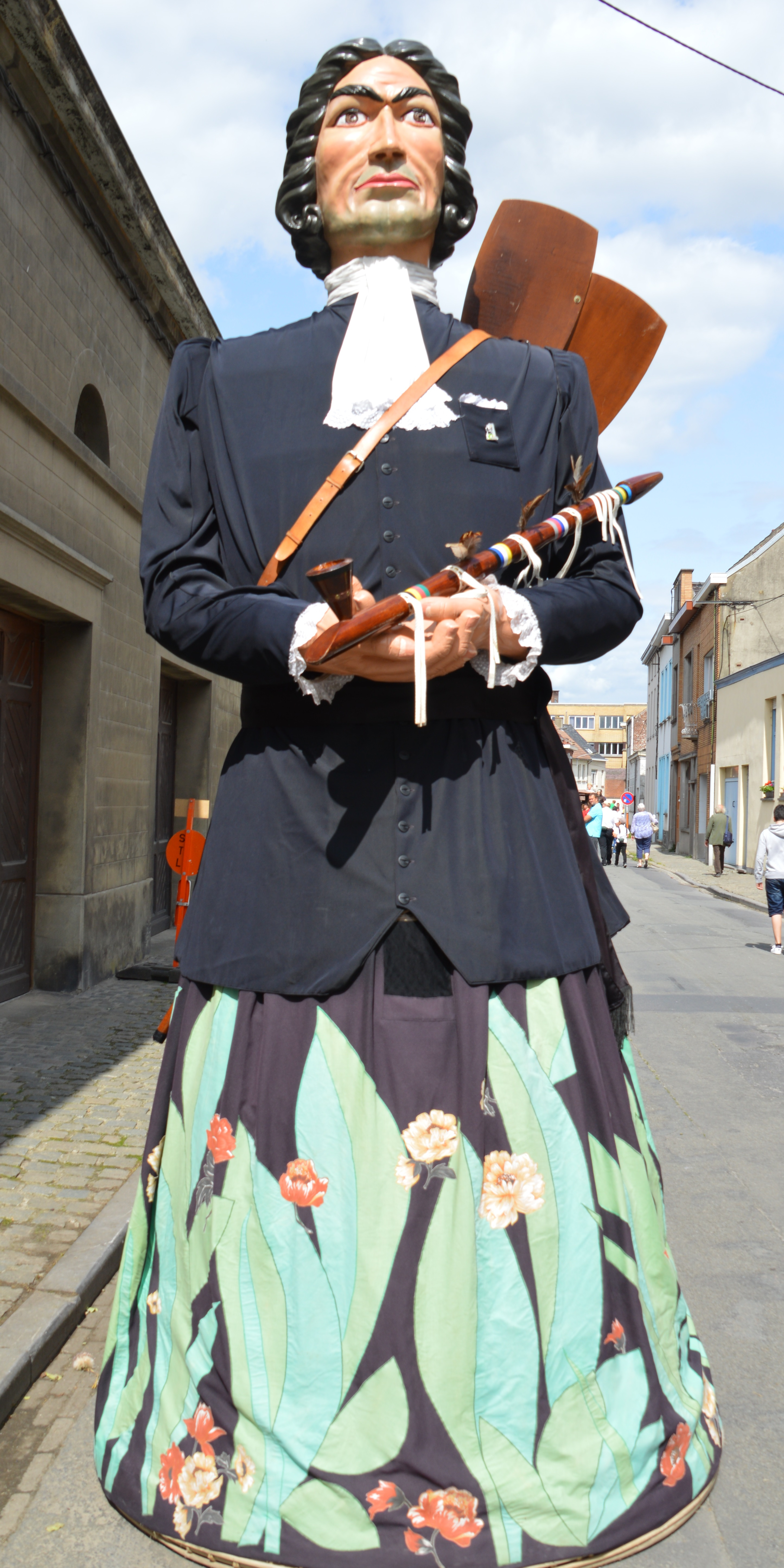
Reus Vader Hennepin, Ath.

Jean (Louis) Hennepin (Aat, gedoopt 7 april 1640 – Rome?, ca. 1705) was een Vlaams-Henegouws ontdekkingsreiziger en geestelijke. Hij vergezelde René de La Salle op diens tweede reis door Noord-Amerika en kreeg van hem de opdracht om de Mississippi te verkennen. In zijn reisverslag maakte Hennepin de Niagarawatervallen bekend in Europa.

## Leven
Hennepin was een franciscaan die zijn vorming kreeg in Bethune. Deze Vlaamse stad werd door troepen van Lodewijk XIV van Frankrijk in 1645 ingenomen en Hennepin werd dus in 1659 op 19-jarige leeftijd Fransman. Hij verbleef af en toe in Gent om Vlaams of Nederlands te leren. Hij kreeg de kans om in Italië en Duitsland rond te reizen. In 1673 verbleef hij gedurende acht maanden in Maastricht waar hij gewonden, die vielen bij de gevechten tussen Fransen en Spanjaarden, verzorgde.
Later werd hij naar Calais overgeplaatst. Daar kwam hij in contact met scheepslui en raakte gefascineerd door hun verhalen. Zijn overste gaf hem de opdracht naar Canada te reizen om daar aan missioneringswerk te doen. Hennepin ging naar La Rochelle en wachtte daar op een gelegenheid om de oceaan over te steken.
Zijn kans kwam toen, onder de auspiciën van Colbert, minister onder Lodewijk XIV, de Franse ontdekkingsreiziger La Salle naar Canada trok, dat toen La Nouvelle France werd genoemd. Hij kwam in Quebec aan waar hij prediker werd, een taak die hij kreeg van een medereiziger die pas tot bisschop van Quebec was aangesteld.
Hennepin verbleef twee jaar in Fort Frontenac (nu Kingston in Ontario), gebouwd door graaf Frontenac, de gouverneur-generaal van Quebec. Onder leiding van La Salle verkende hij het gebied rond de Grote Meren en was medestichter van het Fort Crèvecoeur.
Zijn relatie met La Salle was allesbehalve goed. Op 29 januari 1680 vertrok hij op diens bevel, samen met enkele reisgenoten, om de bovenloop van de Mississippi vanaf de monding van de Illinois te verkennen. Het gezelschap werd door Sioux-indianen gevangengenomen en naar een plaats nabij het huidige Minneapolis gebracht. Dat belette Hennepin niet de stroomversnellingen te ontdekken.
Hij werd bevrijd door een woudloper (Daniel Duluth) en keerde via Canada naar Frankrijk terug zonder La Salle terug te zien. In 1681 te Parijs schreef Hennepin, in opdracht van de koning, een verslag van zijn reis. In 1683 publiceerde hij te Parijs de Description de la Louisiane nouvellement découverte au sud-ouest de la Nouvelle-France. Het werk was populair en zou niet minder dan 46 edities kennen, maar later kwam de kritiek dat hij zijn eigen rol bij de expeditie van de Mississippi sterk had overdreven. Als gevolg hiervan moest hij Frankrijk in 1691 verlaten.
Hennepin trok naar Utrecht en publiceerde daar in 1697 een nieuw werk om zich op La Salle en Frankrijk te wreken. Die publicatie droeg hij op aan Willem III van Oranje-Nassau. Daarin kwam hij met het verhaal dat hij de Mississippi, twee jaar vóór La Salle, tot aan de monding in de Golf van Mexico zou hebben afgevaren. De kaarten die hij tekende leggen wel de monding van de stroom veel te ver naar het westen, in de buurt van de Rio Grande.
Na kritiek op het Nederlandse jansenisme in het algemeen en Petrus Codde in het bijzonder kon hij niet in Utrecht blijven. Hij trok naar Rome, waar hij onder meer in de franciscanervestigingen van San Bonaventura al Palatino en Santa Maria in Aracoeli woonde. Hij bleef proberen om terug te keren naar de nieuwe wereld, maar of hij daarin slaagde is twijfelachtig. Veelal wordt aangenomen dat hij in Rome stierf.

## Nabeschouwing
Hennepins plagiaat en overdrijvingen beletten niet dat hij bekend en populair werd. In de Verenigde Staten draagt Hennepin County in de staat Minnesota zijn naam en een laan, de Hennepin Avenue, in de stad Minneapolis. Verder herinnert het Father Hennepin State Park in dezelfde staat aan hem. Een muurschildering van Thomas Hart Benton in Lewiston toont Hennepin bij de Niagarawatervallen en Douglas Volk beeldde hem rond 1905 af bij de Saint Anthony-watervallen.

## Publicaties
Hennepin schreef vier boeken, die vertalingen kenden in het Nederlands, Duits, Engels, Spaans en Italiaans:
- Description de la Louisiane, nouvellement découverte au Sud'Oüest de la Nouvelle France, Parijs, 1683
  - Beschryving van Louisiana, nieuwelijks ontdekt ten Zuid-Westen van Nieuw-Vrankryk, Amsterdam, 1688
- Nouvelle découverte d'un très grand pays situé en Amérique entre Le Nouveau Mexique et la mer glaciale, Utrecht, 1697
  - Aanmerkerkelyke voyagie gedaan na't gedeelde van Noorder America, behelzende een nieuwe ontdekkinge van een seer groot land, gelegen tusschen Nieuw Mexico en de Ys-zee, Leiden, 1704
- Nouveau voyage d'un païs plus grand que l'Europe, Utrecht, 1698
  - Aenmerckelycke historische reys-beschryvinge door verscheyde landen veel grooter als die van geheel Europa onlanghs ontdeckt, Utrecht, 1698
- La morale pratique du jansénisme, Utrecht, 1698